# Gmina Boniewo
Die Gmina Boniewo ist eine Landgemeinde im Powiat Włocławski der Woiwodschaft Kujawien-Pommern in Polen. Ihr Sitz ist das gleichnamige Dorf (deutsch Boniewo) mit etwa 500 Einwohnern.

## Gliederung
Zur Landgemeinde Boniewo gehören 20 Dörfer (deutsche Namen bis 1945) mit einem Schulzenamt:
| - Anielin - Arciszewo (1943–1945 Arhausen) - Bierzyn (1943–1945 Büschen) - Boniewo (Boniewo, 1939–1942 Bonewo, 1943–1945 Boningen) - Grójec (1943–1945 Hartberg) - Grójczyk (1943–1945 Hügeln) - Jerzmanowo (Jeschmanowo, 1943–1945 Hermannshausen) - Lubomin (Lubomin, 1943–1945 Bomfelde) - Lubomin Leśny (1943–1945 Lubben) - Lubomin Rządowy (1943–1945 Böhmern) | - Łąki Markowe (1943–1945 Wiesenmark) - Łąki Wielkie (Laki Wielkie, 1943–1945 Wiesenhof) - Osiecz Mały (1943–1945 Ohlen) - Osiecz Wielki (Osiecz Wielki, 1943–1945 Tannenhain) - Otmianowo (Otmianowo, 1943–1945 Ottmenau) - Sarnowo (1943–1945 Bogenfeld) - Sieroszewo - Sułkówek (1943–1945 Freidingen) - Wólka Paruszewska (1943–1945 Wallhof) - Żurawice (Zurawice , 1943–1945 Schurwitz) |

Weitere Ortschaften der Gemeinde sind:
| - Bnin (1943–1945 Bieneck) - Boniewo-Kolonia - Czuple (1943–1945 Ahnhof) - Janowo (1943–1945 Hansen) - Jastrzębiec (1943–1945 Horstenau) - Kaniewo (Kaniewo , 1943–1945 Kunkeldorf (Kr. Leslau)) | - Łączewna (1943–1945 Bindung) - Łąki Zwiastowe (1943–1945 Lobau) - Michałowo (1943–1945 Michaelsberg) - Mikołajki - Paruszewice |

## Verkehr
Der Bahnhof Boniewo lag am Abzweig der Schmalspurbahn Boniewo–Krośniewice von der Schmalspurbahn Włocławek–Przystronie, in der Ortschaft Jerzmanowo endete die Schmalspurbahn Dobre Aleksandrowskie–Jerzmanowo an ersterer Strecke.